# Austria w Konkursie Piosenki Eurowizji
Austria uczestniczy w Konkursie Piosenki Eurowizji od 1957. Od czasu debiutu konkursem w kraju zajmuje się krajowy nadawca publiczny Österreichischer Rundfunk (ORF).
Austria wygrała finał Eurowizji w 1966, 2014 i 2025 dzięki czemu nadawca ORT zorganizował konkurs w 1967 oraz 2015 i zorganizuje w 2026.
Austria kilkukrotnie rezygnowała z udziału w konkursie. W 1969 nadawca zbojkotował 14. Konkurs Piosenki Eurowizji organizowany w Madrycie z powodu objęcia rządów Hiszpanii przez Francisco Franco. Kraj powrócił do udziału w konkursie w 1971, jednak dwa lata później znów zdecydował się wycofać ze stawki konkursowej. Ze względu na słabe wyniki, austriacki nadawca nie wystawił swojego reprezentanta również na konkursy w 1998 i 2001. W 2006 telewizja zrezygnowała na rok z udziału w 51. Konkursie Piosenki Eurowizji z powodu niezadowolenia z jakości konkursowych propozycji oraz słabego wyniku osiągniętego rok wcześniej. Takie same motywy kierowały stacją podczas rocznej rezygnacji ze startu w konkursie w 2008. Kraj powrócił do stawki konkursowej w 2011.

## Uczestnictwo
Austria bierze udział w Konkursie Piosenki Eurowizji od 1957. Poniższa tabela uwzględnia nazwiska wszystkich austriackich reprezentantów, tytuły konkursowych piosenek oraz wyniki w poszczególnych latach
| Rok  | Artysta               | Piosenka                              | Język                 | Finał              | Finał              | Półfinał                | Półfinał                |
| Rok  | Artysta               | Piosenka                              | Język                 | Miejsce            | Punkty             | Miejsce                 | Punkty                  |
| ---- | --------------------- | ------------------------------------- | --------------------- | ------------------ | ------------------ | ----------------------- | ----------------------- |
| 1957 | Bob Martin            | „Wohin, kleines Pony?”                | niemiecki             | 10                 | 3                  | Brak rundy półfinałowej | Brak rundy półfinałowej |
| 1958 | Liane Augustin        | „Die ganze Welt braucht Liebe”        | niemiecki             | 5                  | 8                  | Brak rundy półfinałowej | Brak rundy półfinałowej |
| 1959 | Ferry Graf            | „Der K und K Kalypso aus Wien”        | niemiecki             | 9                  | 4                  | Brak rundy półfinałowej | Brak rundy półfinałowej |
| 1960 | Harry Winter          | „Du hast mich so fasziniert”          | niemiecki             | 7                  | 6                  | Brak rundy półfinałowej | Brak rundy półfinałowej |
| 1961 | Jimmy Makulis         | „Sehnsucht”                           | niemiecki             | 15                 | 1                  | Brak rundy półfinałowej | Brak rundy półfinałowej |
| 1962 | Eleonore Schwarz      | „Nur in der Wiener Luft”              | niemiecki             | 13                 | 0                  | Brak rundy półfinałowej | Brak rundy półfinałowej |
| 1963 | Carmela Corren        | „Vielleicht geschieht ein Wunder”     | niemiecki, angielski  | 7                  | 16                 | Brak rundy półfinałowej | Brak rundy półfinałowej |
| 1964 | Udo Jürgens           | „Warum nur, warum?”                   | niemiecki             | 6                  | 11                 | Brak rundy półfinałowej | Brak rundy półfinałowej |
| 1965 | Udo Jürgens           | „Sag ihr, ich laß sie grüßen”         | niemiecki             | 4                  | 16                 | Brak rundy półfinałowej | Brak rundy półfinałowej |
| 1966 | Udo Jürgens           | „Merci, Chérie”                       | niemiecki             | 1                  | 31                 | Brak rundy półfinałowej | Brak rundy półfinałowej |
| 1967 | Peter Horton          | „Warum es hunderttausend Sterne gibt” | niemiecki             | 14                 | 2                  | Brak rundy półfinałowej | Brak rundy półfinałowej |
| 1968 | Karel Gott            | „Tausend Fenster”                     | niemiecki             | 13                 | 2                  | Brak rundy półfinałowej | Brak rundy półfinałowej |
| 1971 | Marianne Mendt        | „Musik”                               | niemiecki             | 16                 | 66                 | Brak rundy półfinałowej | Brak rundy półfinałowej |
| 1972 | Milestones            | „Falter im Wind”                      | niemiecki             | 5                  | 100                | Brak rundy półfinałowej | Brak rundy półfinałowej |
| 1976 | Waterloo & Robinson   | „My Little World”                     | angielski             | 5                  | 80                 | Brak rundy półfinałowej | Brak rundy półfinałowej |
| 1977 | Schmetterlinge        | „Boom Boom Boomerang”                 | niemiecki, angielski  | 17                 | 11                 | Brak rundy półfinałowej | Brak rundy półfinałowej |
| 1978 | Springtime            | „Mrs. Caroline Robinson”              | niemiecki             | 15                 | 14                 | Brak rundy półfinałowej | Brak rundy półfinałowej |
| 1979 | Christina Simon       | „Heute in Jerusalem”                  | niemiecki             | 18                 | 5                  | Brak rundy półfinałowej | Brak rundy półfinałowej |
| 1980 | Blue Danube           | „Du bist Musik”                       | niemiecki             | 8                  | 64                 | Brak rundy półfinałowej | Brak rundy półfinałowej |
| 1981 | Marty Brem            | „Wenn du da bist”                     | niemiecki             | 17                 | 20                 | Brak rundy półfinałowej | Brak rundy półfinałowej |
| 1982 | Mess                  | „Sonntag”                             | niemiecki             | 9                  | 57                 | Brak rundy półfinałowej | Brak rundy półfinałowej |
| 1983 | Westend               | „Hurricane”                           | niemiecki             | 9                  | 53                 | Brak rundy półfinałowej | Brak rundy półfinałowej |
| 1984 | Anita Spanner         | „Einfach weg”                         | niemiecki             | 19                 | 5                  | Brak rundy półfinałowej | Brak rundy półfinałowej |
| 1985 | Gary Lux              | „Kinder dieser Welt”                  | niemiecki             | 8                  | 60                 | Brak rundy półfinałowej | Brak rundy półfinałowej |
| 1986 | Timna Brauer          | „Die Zeit ist einsam”                 | niemiecki             | 18                 | 12                 | Brak rundy półfinałowej | Brak rundy półfinałowej |
| 1987 | Gary Lux              | „Nur noch Gefühl”                     | niemiecki             | 20                 | 8                  | Brak rundy półfinałowej | Brak rundy półfinałowej |
| 1988 | Wilfried              | „Lisa Mona Lisa”                      | niemiecki             | 21                 | 0                  | Brak rundy półfinałowej | Brak rundy półfinałowej |
| 1989 | Thomas Forstner       | „Nur ein Lied”                        | niemiecki             | 5                  | 97                 | Brak rundy półfinałowej | Brak rundy półfinałowej |
| 1990 | Simone Stelzer        | „Keine Mauern mehr”                   | niemiecki             | 10                 | 58                 | Brak rundy półfinałowej | Brak rundy półfinałowej |
| 1991 | Thomas Forstner       | „Venedig im Regen”                    | niemiecki             | 22                 | 0                  | Brak rundy półfinałowej | Brak rundy półfinałowej |
| 1992 | Tony Wegas            | „Zusammen geh’n”                      | niemiecki             | 10                 | 63                 | Brak rundy półfinałowej | Brak rundy półfinałowej |
| 1993 | Tony Wegas            | „Maria Magdalena”                     | niemiecki             | 14                 | 32                 | Brak rundy półfinałowej | Brak rundy półfinałowej |
| 1994 | Petra Frey            | „Für den Frieden der Welt”            | niemiecki             | 17                 | 19                 | Brak rundy półfinałowej | Brak rundy półfinałowej |
| 1995 | Stella Jones          | „Die Welt dreht sich verkehrt”        | niemiecki             | 13                 | 67                 | Brak rundy półfinałowej | Brak rundy półfinałowej |
| 1996 | George Nussbaumer     | „Weil’s dr guat got”                  | niemiecki             | 10                 | 68                 | 6                       | 80                      |
| 1997 | Bettina Soriat        | „One Step”                            | niemiecki             | 21                 | 12                 | Brak rundy półfinałowej | Brak rundy półfinałowej |
| 1999 | Bobbie Singer         | „Reflection”                          | angielski             | 10                 | 65                 | Brak rundy półfinałowej | Brak rundy półfinałowej |
| 2000 | The Rounder Girls     | „All to You”                          | angielski             | 14                 | 34                 | Brak rundy półfinałowej | Brak rundy półfinałowej |
| 2002 | Manuel Ortega         | „Say a Word”                          | angielski             | 18                 | 26                 | Brak rundy półfinałowej | Brak rundy półfinałowej |
| 2003 | Alf Poier             | „Weil der Mensch zählt”               | niemiecki             | 6                  | 101                | Brak rundy półfinałowej | Brak rundy półfinałowej |
| 2004 | Tie Break             | „Du bist”                             | niemiecki             | 21                 | 9                  | Top 11                  | Top 11                  |
| 2005 | Global Kryner         | „Y así”                               | angielski, hiszpański | –                  | –                  | 21                      | 30                      |
| 2006 | Brak reprezentanta    | Brak reprezentanta                    | Brak reprezentanta    | Brak reprezentanta | Brak reprezentanta | Brak reprezentanta      | Brak reprezentanta      |
| 2007 | Eric Papilaya         | „Get a Life – Get Alive”              | angielski             | –                  | –                  | 27                      | 4                       |
| 2011 | Nadine Beiler         | „The Secret Is Love”                  | angielski             | 18                 | 64                 | 7                       | 69                      |
| 2012 | Trackshittaz          | „Woki mit deim Popo”                  | niemiecki             | –                  | –                  | 18                      | 8                       |
| 2013 | Natália Kelly         | „Shine”                               | angielski             | –                  | –                  | 14                      | 27                      |
| 2014 | Conchita Wurst        | „Rise Like a Phoenix”                 | angielski             | 1                  | 290                | 1                       | 169                     |
| 2015 | The Makemakes         | „I Am Yours”                          | angielski             | 26                 | 0                  | Organizator             | Organizator             |
| 2016 | Zoë                   | „Loin d’ici”                          | francuski             | 13                 | 151                | 7                       | 170                     |
| 2017 | Nathan Trent          | „Running on Air”                      | angielski             | 16                 | 93                 | 7                       | 147                     |
| 2018 | Cesár Sampson         | „Nobody But You”                      | angielski             | 3                  | 342                | 4                       | 231                     |
| 2019 | Paenda                | „Limits”                              | angielski             | –                  | –                  | 17                      | 21                      |
| 2020 | Vincent Bueno         | „Alive”                               | angielski             | Konkurs odwołany   | Konkurs odwołany   | Konkurs odwołany        | Konkurs odwołany        |
| 2021 | Vincent Bueno         | „Amen”                                | angielski             | –                  | –                  | 12                      | 66                      |
| 2022 | Lumix feat. Pia Maria | „Halo”                                | angielski             | –                  | –                  | 15                      | 42                      |
| 2023 | Teya i Salena         | „Who the Hell is Edgar?”              | angielski             | 15                 | 120                | 2                       | 137                     |
| 2024 | Kaleen                | „We Will Rave”                        | angielski             | 24                 | 24                 | 9                       | 46                      |
| 2025 | JJ                    | „Wasted Love”                         | angielski             | 1                  | 436                | 5                       | 104                     |
| 2026 |                       |                                       |                       |                    |                    | Organizator             | Organizator             |

Legenda:
     1. miejsce

## Historia głosowania w finale (1957–2025)
Poniższe tabele pokazują, którym krajom Austria przyznaje w finale najwięcej punktów oraz od których państw austriaccy reprezentanci otrzymują najwyższe noty.
| Lp. | Kraj            | Punkty |
| --- | --------------- | ------ |
| 1   | Wielka Brytania | 216    |
| 2   | Szwecja         | 213    |
| 3   | Szwajcaria      | 188    |
| 4   | Włochy          | 183    |
| 5   | Francja         | 179    |

| Lp. | Kraj            | Punkty |
| --- | --------------- | ------ |
| 1   | Belgia          | 148    |
| 2   | Wielka Brytania | 134    |
| 3   | Irlandia        | 119    |
| 4   | Niemcy          | 117    |
| 5   | Szwecja         | 113    |

## Konkursy Piosenki Eurowizji w Austrii
Austria była gospodarzem Konkursu Piosenki Eurowizji dwa razy. W 1967 koncert finałowy odbył się w Großer Festsaal der Wiener Hofburg w Wiedniu, a w 2015 austriacki nadawca zorganizował konkurs w Hali Miejskiej w Wiedniu.
| Rok  | Miasto | Miejsce                            | Prowadzący                                           |
| ---- | ------ | ---------------------------------- | ---------------------------------------------------- |
| 1967 | Wiedeń | Großer Festsaal der Wiener Hofburg | Erika Vaal                                           |
| 2015 | Wiedeń | Wiener Stadthalle                  | Alice Tumler Arabella Kiesbauer Mirjam Weichselbraun |
| 2026 | Wiedeń | Wiener Stadthalle                  |                                                      |

## Nagrody im. Marcela Bezençona
Nagroda Dziennikarzy
| Rok  | Wykonawca      | Piosenka              | Autor(zy)                                           |
| ---- | -------------- | --------------------- | --------------------------------------------------- |
| 2014 | Conchita Wurst | „Rise Like a Phoenix” | Charly Mason Joey Patulka Ali Zuckowski Julian Maas |